# The Boys in the Band (1970)
The Boys in the Band is een Amerikaanse dramafilm uit 1970 onder regie van William Friedkin. Het is een verfilming van het gelijknamige toneelstuk van Mart Crowly.

## Verhaal
Enkele mannen hebben een verjaardagsfeestje georganiseerd voor hun homoseksuele vriend. Onder de gasten bevindt zich een man, die wil scheiden van zijn vrouw. De sfeer op het feestje wordt grimmiger, naarmate er meer wordt gedronken.

## Rolverdeling
| Acteur              | Personage     |
| ------------------- | ------------- |
| Kenneth Nelson      | Michael       |
| Frederick Combs     | Donald        |
| Cliff Gorman        | Emory         |
| Laurence Luckinbill | Hank          |
| Keith Prentice      | Larry         |
| Peter White         | Alan McCarthy |
| Reuben Green        | Bernard       |
| Robert La Tourneaux | Cowboy Tex    |
| Leonard Frey        | Harold        |